# Wahlkreis Florenz 3
Der Wahlkreis Florenz 3 war von 1993 bis 2005 ein Wahlkreis (italienisch collegio elettorale) für die Wahl der Abgeordnetenkammer.

## Wahlkreisgebiet
| Wahlkreise – Camera dei deputati – Toskana | Wahlkreise – Camera dei deputati – Toskana | Wahlkreise – Camera dei deputati – Toskana |
| Provinz                                    | Provinz                                    | Gemeinden nach Provinzen ⮞ Wahlkreis |
| ------------------------------------------ | ------------------------------------------ | --- |
|                                            | Provinz Arezzo (39 Gemeinden)              | 11 ⮞ Wahlkreis Arezzo 21 ⮞ Wahlkreis Montevarchi 7 ⮞ Wahlkreis Cortona |
|                                            | Provinz Florenz (44 Gemeinden)             | Teil von Florenz ⮞ Wahlkreis Florenz 1 Teil von Florenz ⮞ Wahlkreis Florenz 2 Teil von Florenz ⮞ Wahlkreis Florenz 3 14 + Teil von Florenz ⮞ Wahlkreis Florenz – Pontassieve 10 ⮞ Wahlkreis Bagno a Ripoli 8 ⮞ Wahlkreis Empoli 6 ⮞ Wahlkreis Scandicci 5 ⮞ Wahlkreis Sesto Fiorentino |
|                                            | Provinz Grosseto (28 Gemeinden)            | 10 ⮞ Wahlkreis Grosseto 17 ⮞ Wahlkreis Massa Marittima 1 ⮞ Wahlkreis Piombino |
|                                            | Provinz Livorno (20 Gemeinden)             | 1 + Teil von Livorno ⮞ Wahlkreis Livorno – Collesalvetti 2 + Teil von Livorno ⮞ Wahlkreis Livorno – Rosignano Marittimo 16 ⮞ Wahlkreis Piombino |
|                                            | Provinz Lucca (35 Gemeinden)               | 3 ⮞ Wahlkreis Lucca 26 ⮞ Wahlkreis Capannori 4 ⮞ Wahlkreis Viareggio 2 ⮞ Wahlkreis Massa |
|                                            | Provinz Massa-Carrara (17 Gemeinden)       | 2 ⮞ Wahlkreis Massa 15 ⮞ Wahlkreis Carrara |
|                                            | Provinz Pisa (39 Gemeinden)                | 3 ⮞ Wahlkreis Pisa 10 ⮞ Wahlkreis Cascina 25 ⮞ Wahlkreis Pontedera 1 ⮞ Wahlkreis Viareggio |
|                                            | Provinz Pistoia (22 Gemeinden)             | 8 ⮞ Wahlkreis Pistoia 12 ⮞ Wahlkreis Montecatini Terme 2 ⮞ Wahlkreis Prato – Montemurlo |
|                                            | Provinz Prato (7 Gemeinden)                | 2 + Teil von Prato ⮞ Wahlkreis Prato – Carmignano 4 + Teil von Prato ⮞ Wahlkreis Prato – Montemurlo |
|                                            | Provinz Siena (36 Gemeinden)               | 11 ⮞ Wahlkreis Siena 11 ⮞ Wahlkreis Cortona 14 ⮞ Wahlkreis Massa Marittima |

Der Wahlkreis umfasste den Teil der Gemeinde Florenz, der den folgenden ehemaligen Stadtbezirken (Circoscrizioni) entsprach: Novoli–Peretola (Circoscrizione 6), Ponte di Mezzo – Lippi (Circoscrizione 7), San Jacopino – Cascine (Circoscrizione 8), Le Panche – Castello (Circoscrizione 9) und Poggetto – Rifredi (Circoscrizione 10).

## Wahlergebnisse

### Parlamentswahl 1994

#### Direktstimmen
| Kandidaten               | Kandidaten         | Parteien                                 | Stimmen | %    |
| ------------------------ | ------------------ | ---------------------------------------- | ------- | ---- |
|                          | Valdo Spinigewählt | Progressisti                             | 49.626  | 51,4 |
|                          | Sergio Ortino      | Polo delle Libertà (FI – LN – CCD – UdC) | 18.872  | 19,6 |
|                          | Rodolfo Doni       | Patto per l’Italia                       | 12.492  | 12,9 |
|                          | Enrico Bosi        | Alleanza Nazionale                       | 11.470  | 11,9 |
|                          | Vincenzo Donvito   | Lista Marco Pannella – Riformatori       | 3.566   | 3,7  |
|                          | Giovanni Fittante  | Rinnovamento                             | 465     | 0,5  |
| Gesamt                   | Gesamt             | Gesamt                                   | 96.491  | 100  |
|                          |                    |                                          |         |      |
| Ungültige Stimmen        | Ungültige Stimmen  | Ungültige Stimmen                        | 4.488   | 4,4  |
| Wähler                   | Wähler             | Wähler                                   | 100.979 | 92,0 |
| Wahlberechtigte          | Wahlberechtigte    | Wahlberechtigte                          | 109.768 |      |
|                          |                    |                                          |         |      |
| Quelle: Innenministerium |                    |                                          |         |      |

#### Listenstimmen
| Parteien                             | Parteien                        | Parteien                           | Stimmen | %    |
| ------------------------------------ | ------------------------------- | ---------------------------------- | ------- | ---- |
|                                      | Progressisti                    | Partito Democratico della Sinistra | 31.060  | 31,8 |
| Partito della Rifondazione Comunista | Progressisti                    | 8.277                              | 8,5     |      |
| Partito Socialista Italiano          | Progressisti                    | 4.125                              | 4,2     |      |
| Federazione dei Verdi                | Progressisti                    | 2.836                              | 2,9     |      |
| La Rete                              | Progressisti                    | 2.051                              | 2,1     |      |
| Alleanza Democratica                 | Progressisti                    | 1.821                              | 1,9     |      |
| ↳ Gesamt                             | Progressisti                    | 50.170                             | 51,4    |      |
|                                      | Polo delle Libertà              | Forza Italia                       | 15.724  | 16,1 |
| Lega Nord                            | Polo delle Libertà              | 1.799                              | 1,8     |      |
| ↳ Gesamt                             | Polo delle Libertà              | 17.523                             | 18,0    |      |
|                                      | Patto per l’Italia              | Partito Popolare Italiano          | 7.565   | 7,8  |
| Patto Segni                          | Patto per l’Italia              | 6.429                              | 6,6     |      |
| ↳ Gesamt                             | Patto per l’Italia              | 13.994                             | 14,3    |      |
|                                      | Alleanza Nazionale              | Alleanza Nazionale                 | 10.798  | 11,1 |
|                                      | Lista Marco Pannella            | Lista Marco Pannella               | 4.635   | 4,8  |
|                                      | Socialdemocrazia per le Libertà | Socialdemocrazia per le Libertà    | 344     | 0,4  |
|                                      | Insieme per lo Sviluppo         | Insieme per lo Sviluppo            | 105     | 0,1  |
| Gesamt                               | Gesamt                          | Gesamt                             | 97.569  | 100  |
|                                      |                                 |                                    |         |      |
| Ungültige Stimmen                    | Ungültige Stimmen               | Ungültige Stimmen                  | 3.417   | 3,4  |
| Wähler                               | Wähler                          | Wähler                             | 100.986 | 92,0 |
| Wahlberechtigte                      | Wahlberechtigte                 | Wahlberechtigte                    | 109.768 |      |
|                                      |                                 |                                    |         |      |
| Quelle: Innenministerium             |                                 |                                    |         |      |

### Parlamentswahl 1996

#### Direktstimmen
| Kandidaten               | Kandidaten         | Parteien            | Stimmen | %    |
| ------------------------ | ------------------ | ------------------- | ------- | ---- |
|                          | Valdo Spinigewählt | L’Ulivo             | 57.601  | 63,5 |
|                          | Enrico Chiodi      | Polo per le Libertà | 31.862  | 35,2 |
|                          | Arnaldo D’Agostino | Partito Umanista    | 1.177   | 1,3  |
| Gesamt                   | Gesamt             | Gesamt              | 90.640  | 100  |
|                          |                    |                     |         |      |
| Ungültige Stimmen        | Ungültige Stimmen  | Ungültige Stimmen   | 5.586   | 5,8  |
| Wähler                   | Wähler             | Wähler              | 96.226  | 88,5 |
| Wahlberechtigte          | Wahlberechtigte    | Wahlberechtigte     | 108.704 |      |
|                          |                    |                     |         |      |
| Quelle: Innenministerium |                    |                     |         |      |

#### Listenstimmen
| Parteien                                          | Parteien                             | Parteien                             | Stimmen | %    |
| ------------------------------------------------- | ------------------------------------ | ------------------------------------ | ------- | ---- |
|                                                   | L’Ulivo                              | Partito Democratico della Sinistra   | 31.689  | 34,3 |
| Rinnovamento Italiano                             | L’Ulivo                              | 6.256                                | 6,8     |      |
| Popolari per Prodi (PPI – SVP – PRI – UD – Prodi) | L’Ulivo                              | 5.350                                | 5,8     |      |
| Federazione dei Verdi                             | L’Ulivo                              | 2.361                                | 2,6     |      |
| ↳ Gesamt                                          | L’Ulivo                              | 45.656                               | 49,4    |      |
|                                                   | Polo per le Libertà                  | Alleanza Nazionale                   | 15.364  | 16,6 |
| Forza Italia                                      | Polo per le Libertà                  | 11.808                               | 12,8    |      |
| CCD – CDU                                         | Polo per le Libertà                  | 4.139                                | 4,5     |      |
| ↳ Gesamt                                          | Polo per le Libertà                  | 31.311                               | 33,9    |      |
|                                                   | Partito della Rifondazione Comunista | Partito della Rifondazione Comunista | 10.090  | 10,9 |
|                                                   | Lista Pannella – Sgarbi              | Lista Pannella – Sgarbi              | 2.032   | 2,2  |
|                                                   | Lega Nord                            | Lega Nord                            | 1.253   | 1,4  |
|                                                   | Partito Socialista                   | Partito Socialista                   | 671     | 0,7  |
|                                                   | Fiamma Tricolore                     | Fiamma Tricolore                     | 529     | 0,6  |
|                                                   | Movimento Autonomista Toscano        | Movimento Autonomista Toscano        | 466     | 0,5  |
|                                                   | Partito Umanista                     | Partito Umanista                     | 231     | 0,2  |
|                                                   | Mani Pulite                          | Mani Pulite                          | 175     | 0,2  |
| Gesamt                                            | Gesamt                               | Gesamt                               | 92.414  | 100  |
|                                                   |                                      |                                      |         |      |
| Ungültige Stimmen                                 | Ungültige Stimmen                    | Ungültige Stimmen                    | 3.824   | 4,0  |
| Wähler                                            | Wähler                               | Wähler                               | 96.238  | 88,5 |
| Wahlberechtigte                                   | Wahlberechtigte                      | Wahlberechtigte                      | 108.704 |      |
|                                                   |                                      |                                      |         |      |
| Quelle: Innenministerium                          |                                      |                                      |         |      |

### Parlamentswahl 2001

#### Direktstimmen
| Kandidaten               | Kandidaten          | Parteien           | Stimmen | %    |
| ------------------------ | ------------------- | ------------------ | ------- | ---- |
|                          | Valdo Spinigewählt  | L’Ulivo            | 50.384  | 58,4 |
|                          | Achile Totaro       | Casa delle Libertà | 29.154  | 33,8 |
|                          | Carlo Cipriani      | Lista Di Pietro    | 2.522   | 2,9  |
|                          | Tommaso Colombini   | Lista Emma Bonino  | 2.198   | 2,5  |
|                          | Valentina Sanfelice | Democrazia Europea | 1.984   | 2,3  |
| Gesamt                   | Gesamt              | Gesamt             | 86.242  | 100  |
|                          |                     |                    |         |      |
| Ungültige Stimmen        | Ungültige Stimmen   | Ungültige Stimmen  | 3.456   | 3,9  |
| Wähler                   | Wähler              | Wähler             | 89.698  | 87,5 |
| Wahlberechtigte          | Wahlberechtigte     | Wahlberechtigte    | 102.536 |      |
|                          |                     |                    |         |      |
| Quelle: Innenministerium |                     |                    |         |      |

#### Listenstimmen
| Parteien                               | Parteien                             | Parteien                             | Stimmen | %    |
| -------------------------------------- | ------------------------------------ | ------------------------------------ | ------- | ---- |
|                                        | L’Ulivo                              | Democratici di Sinistra              | 26.980  | 31,2 |
| La Margherita (Dem – PPI – RI – Udeur) | L’Ulivo                              | 12.672                               | 14,6    |      |
| Il Girasole (FdV – SDI)                | L’Ulivo                              | 2.073                                | 2,4     |      |
| Partito dei Comunisti Italiani         | L’Ulivo                              | 1.982                                | 2,3     |      |
| ↳ Gesamt                               | L’Ulivo                              | 43.707                               | 50,5    |      |
|                                        | Casa delle Libertà                   | Forza Italia                         | 16.784  | 19,4 |
| Alleanza Nazionale                     | Casa delle Libertà                   | 11.310                               | 13,1    |      |
| CCD – CDU                              | Casa delle Libertà                   | 1.998                                | 2,3     |      |
| Nuovo PSI                              | Casa delle Libertà                   | 487                                  | 0,6     |      |
| Lega Nord                              | Casa delle Libertà                   | 426                                  | 0,5     |      |
| ↳ Gesamt                               | Casa delle Libertà                   | 31.005                               | 35,8    |      |
|                                        | Partito della Rifondazione Comunista | Partito della Rifondazione Comunista | 5.596   | 6,5  |
|                                        | Lista Di Pietro                      | Lista Di Pietro                      | 2.613   | 3,0  |
|                                        | Lista Emma Bonino                    | Lista Emma Bonino                    | 2.263   | 2,6  |
|                                        | Democrazia Europea                   | Democrazia Europea                   | 1.254   | 1,4  |
|                                        | Comunismo                            | Comunismo                            | 123     | 0,1  |
|                                        | Abolizione Scorporo                  | Abolizione Scorporo                  | 52      | 0,1  |
| Gesamt                                 | Gesamt                               | Gesamt                               | 86.613  | 100  |
|                                        |                                      |                                      |         |      |
| Ungültige Stimmen                      | Ungültige Stimmen                    | Ungültige Stimmen                    | 3.086   | 3,4  |
| Wähler                                 | Wähler                               | Wähler                               | 89.699  | 87,5 |
| Wahlberechtigte                        | Wahlberechtigte                      | Wahlberechtigte                      | 102.536 |      |
|                                        |                                      |                                      |         |      |
| Quelle: Innenministerium               |                                      |                                      |         |      |